# Papillodermatoidea
Papillodermatoidea is een superfamilie van weekdieren uit de klasse van de Gastropoda (slakken).

## Taxonomie
De volgende familie is in de superfamilie ingedeeld:
- Papillodermatidae Wiktor, Martin & Castillejo, 1990